# Pilpoul
Pour les articles homonymes, voir Pilpoul (homonymie).

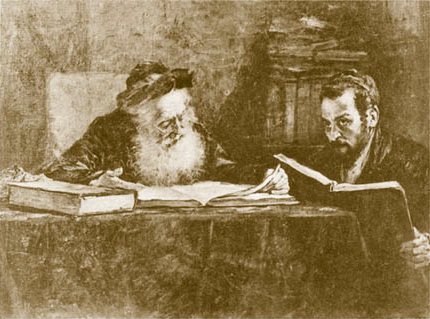
Débattre pour apprendre.

Le pilpoul (de l'hébreu פלפול: "débat aiguisé" de פילפל (pilpel, "poivrer", "pimenter") est initialement une méthode de raisonnement introduite vers 1500 dans les actuelles Pologne et Lituanie, qui consiste en une étude et discussion systématique du Talmud. C'est une sorte de gymnastique intellectuelle continue entre deux étudiants, un maître et un étudiant, etc., qui relève du postulat que les contradictions et les différents avis émis par les maîtres du Talmud ne peuvent être qu’apparents. Pour résoudre cette contradiction, l'élève doit parvenir à démontrer que les deux avis émis ne sont en réalité pas contradictoires. Il s'agit d'étudier des textes particulièrement ardus dans leur interprétation théologique ou philosophique.
Le pilpoul a souvent été critiqué et même parfois interdit[réf. souhaitée] par des rabbins qui le considéraient plus comme un exercice de vaine et trop longue rhétorique que comme une recherche approfondie.
Par extension le mot peut désigner une discussion prolongée ou acharnée sur des vétilles, un ergotage.